# MUKS Tomaszów Mazowiecki
MUKS Tomaszów Mazowiecki – kobiecy klub piłkarski z Tomaszowa Mazowieckiego. Zespół powstał w 1997 roku. W 2004 roku zespół awansował do I ligi, a w 2011 roku nastąpił historyczny awans do Ekstraligi. Na najwyższym poziomie ligowym klub występował jednak tylko przez jeden sezon.